# Емін Агаєв (тенісист)
Емін Агаєв (нар. 14 травня 1979) — колишній азербайджанський тенісист.
Найвищу одиночну позицію світового рейтингу — 247 місце досяг 21 червня 2004, парну — 290 місце — 20 жовтня 2003 року.

## Титули на челленджерах

### Парний розряд: (1)
| Ранг | Рік  | Турнір               | Покриття | Партнер             | Суперники                  | Рахунок               |
| ---- | ---- | -------------------- | -------- | ------------------- | -------------------------- | --------------------- |
| 1.   | 2003 | Гельсінкі, Фінляндія | Ґрунт    | Олександр Богомолов | Лассі Кетола Тімо Ніємінен | 7–6(13–11),, 4–6, 6–3 |